# Merjenbrücke

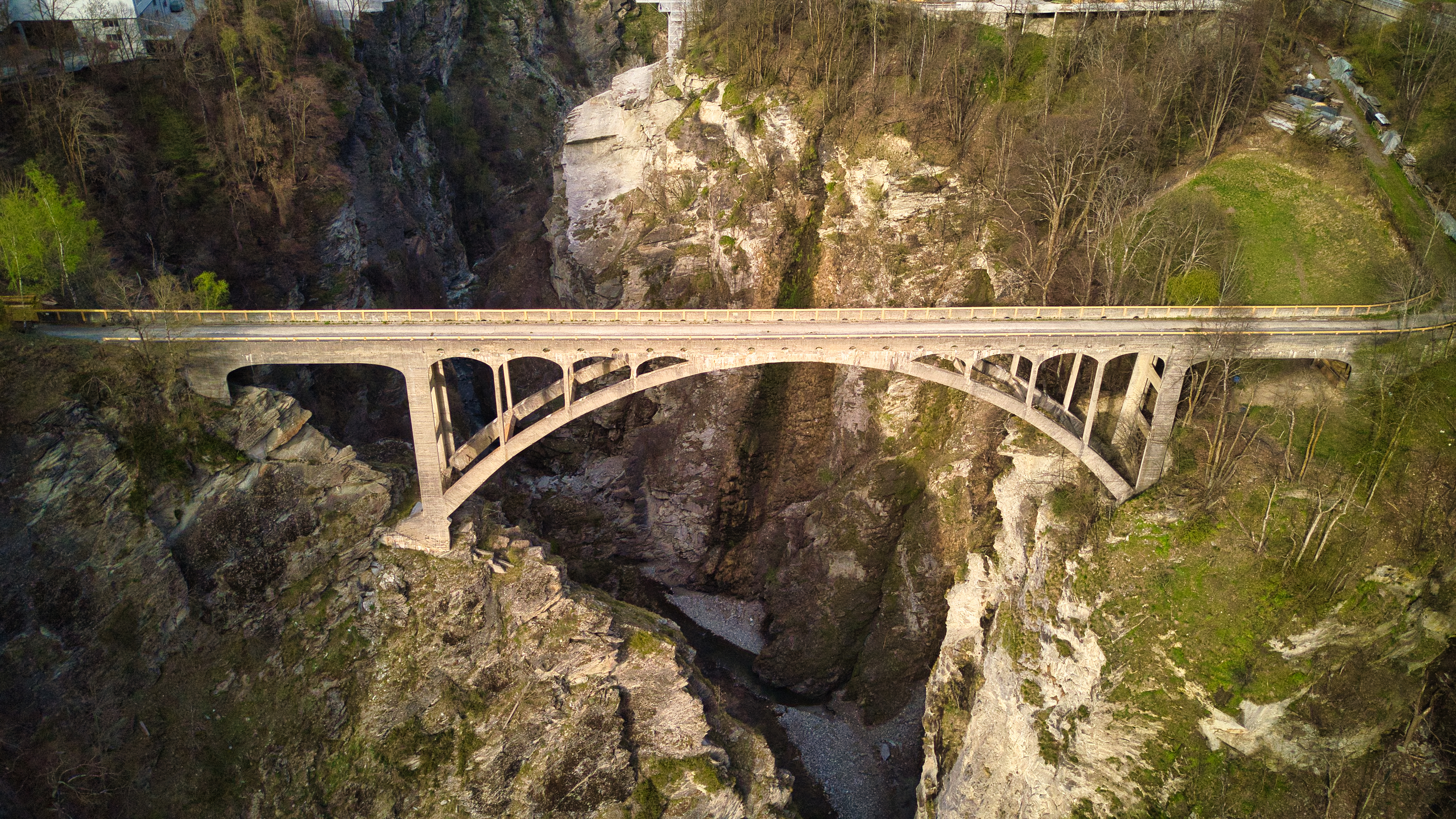
Merjenbrücke, 2024

Die Merjenbrücke (dialektal Merjubrigga) ist eine Strassenbrücke bei der Walliser Ortschaft Stalden in der Schweiz.

## Geschichte
Die Brücke überspannt 150 m hoch die tiefe Schlucht der Mattervispa zwischen den Weilern Merjen auf der linken und Illas auf der rechten Seite des Flusses. Das unzugängliche, tief eingeschnittene Tobel südlich von Stalden bildete lange Zeit ein schwieriges Verkehrshindernis für den Zugang aus dem Rhonetal nach Zermatt und in das Saastal und von dort über den Monte-Moro-Pass in das italienische Valle Anzasca. 1545 errichtete der Walliser Baumeister Ulrich Ruffiner die Chibrücke (oder auch Kinnbrücke) über die Mattervispa zwischen Stalden und dem Weiler Chinegga; diese gemauerte Bogenbrücke steht etwa einen Kilometer unterhalb der Merjenbrücke nahe beim Zusammenfluss der Mattervispa mit der Saaservispa. Die Chibrücke machte den Ausbau der Saumpfade in den Vispertälern möglich.
Bis in das 20. Jahrhundert bildete die Chibrücke den einzigen Flussübergang südlich von Stalden. Sie ist jedoch für moderne Motorfahrzeuge zu schmal und die Zugangswege sind ziemlich steil. Deshalb plante der Kanton Wallis um 1930 zusammen mit dem Bau einer Fahrstrasse von Stalden in das Saastal, der heutigen Hauptstrasse 212, auch eine neue Brücke über die Mattervispa. Die Brücke sollte gemäss der Bauausschreibung von 1928 bei einer Fahrbahnbreite von 5 m eine Tragkraft von 22 Tonnen und massive Brüstungen haben, die auch einen Lkw aufhalten könnten. Die Brücke bei Merjen liegt von Stalden aus etwas taleinwärts und 90 Meter höher als die alte Chibrücke. Von der neuen Brückenstelle aus konnte die Saastalstrasse mit einer geringen Steigung taleinwärts nach Eisten angelegt werden. Und bei Illas fand sich eine geeignete Stelle für die Abzweigung der neuen Mattertalstrasse (heute Hauptstrasse 213 Stalden-Täsch).
Die Pläne für die Merjenbrücke zeichnete und berechnete das Ingenieurbüro von Alexandre Sarrasin zusammen mit den Architekten Michel Polak, Alphonse de Kalbermatten und Alfred Hoch. Alexandre Sarrasin entwarf für das Wallis und andere Gebiete der Westschweiz noch andere moderne Betonbrücken, so die spektakuläre Pont de Gueuroz und später die ersten grossen Autobahnbrücken Aubonne-Viadukt und Viaduc de la Chocolatière bei Lausanne. Die Merjenbrücke ist Sarrasins erste grosse Bogenbrücke in Stahlbeton.
Die 117,5 m lange Brücke steht auf zwei Betonbögen mit einer Spannweite von 66,3 m, die durch Querbalken verbunden sind. Auf den Bögen stehen in kurzen Abständen schlanke Ständer, die auf kleinen Bögen die Fahrbahn tragen. Die beiden Randfelder über den Widerlagern haben eine grössere Weite als die Stützen auf den Bögen. Mit kleinen Rundbögen gaben die Architekten der Konstruktion ein besonderes Aussehen, das sich vom Bild anderer Betonbrücken abhebt, bei denen die Stützen direkt und ohne Zwischenelemente den Fahrbahnbalken tragen.
Die Brücke wurde 1930 von den Bauunternehmen Losinger & Cie. in Bern und Benvenuti in Vernayaz errichtet. Im Dezember 1930 führte die Eidgenössische Materialprüfungs- und Forschungsanstalt EMPA erfolgreich eine Belastungsprobe mit vier Lastwagen durch, so dass die Konstruktion für den Verkehr freigegeben werden konnte.

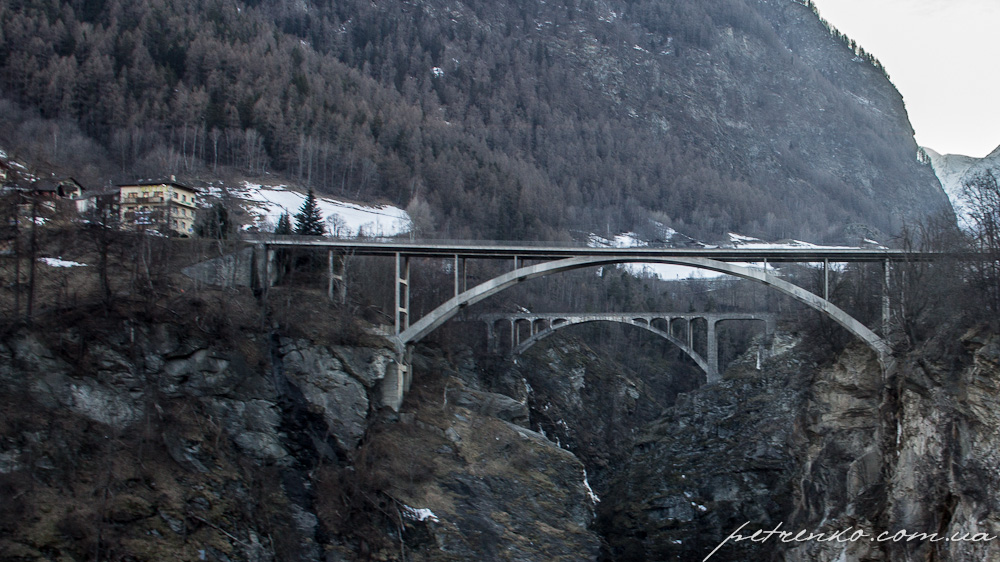
Merjenbrücke (im Hintergrund) und Illasbrücke

1959 entstand wenig unterhalb der Merjenbrücke und parallel zu dieser die grössere Illasbrücke. Diese neue, wiederum von Alexandre Sarrasin geplante Betonbrücke löste als grösstes Bauwerk der Saastalstrasse H 212 die dreissigjährige Merjenbrücke, die für den Schwerverkehr zu schwach geworden war, ab. Die ältere Brücke dient seither dem Langsamverkehr. Da besonders seit dem späten 20. Jahrhundert der Reiseverkehr zu den grossen Tourismusstationen in den Vispertälern stets weiter zunahm und die Ortschaft Stalden stark belastete, liess das Departement für Mobilität, Raumentwicklung und Umwelt des Kanton Wallis seit 2016 eine Umfahrungsstrasse im Südosten des Dorfes bauen. 2019 wurde als Hauptbauwerk dieses neuen Strassenstücks die 270 lange, von der Ingenieurgemeinschaft SRP-PRA-BG und dem Architekten Eduard Imhof geplante Chineggabrücke eingeweiht. Sie überquert östlich von Stalden zwischen der Chibrücke und der Illasbrücke das Chitobel in einem weiten Bogen. Die 1,5 km lange Umfahrung wird ab 2023 direkt zum Strassenkreisel bei Illas führen. Somit überqueren jetzt nahe beieinander vier verkehrs- und technikgeschichtlich bedeutende Brücken die Mattervispa in der Gemeinde Stalden, auf deren Gebiet sich noch mehrere andere historische Verkehrsbauwerke befinden (Ritibrücke, Mühlebachbrücke, Sankt Michaelsbrücke usw.).